# Postawa
Postawa – uwewnętrzniona przez jednostkę, wyuczona skłonność (akt woli przejawiający się w czynach) do reagowania w społecznie określony sposób, szczególnie przez podejmowanie określonych działań w odpowiedzi na oczekiwania społeczne.
Źródłem postaw jest przyjęty światopogląd, rozumiany jako zbiór subiektywnych doświadczeń intelektualnych oraz emocjonalnych, określających relację osoby do rzeczywistości. Postawa ma bezpośrednie odniesienie do władz intelektualnych (świadomość czynu) oraz woli (dobrowolność).
T. Mądrzycki 1977 Postawa to ukształtowana w procesie zaspokajania potrzeb, w określonych warunkach społecznych, względnie trwała organizacja: wiedzy, przekonań uczuć, motywów, pewne formy zachowania i reakcji ekspresywnych podmiotu związana z określonym przedmiotem lub klasą przedmiotów.
Termin „postawa” wprowadzony został do nauk społecznych przez Williama I. Thomasa i Floriana Znanieckiego we wstępie do „Chłopa polskiego w Europie i Ameryce” na oznaczenie procesów indywidualnej świadomości, determinujących zarówno aktualne, jak i potencjalne reakcje człowieka wobec świata społecznego. Autorzy ci proponowali, by pojęcie postawy uczynić centralną kategorią teoretyczną psychologii społecznej. Jak rzadko która, propozycja spotkała się z pozytywnym przyjęciem.
Wraz z rozwojem badań następowało coraz większe różnicowanie się samego pojęcia postawy, która mogła oznaczać: cele działania, motywy, przekonania, specjalny przypadek predyspozycji, determinator kierunku działania, reakcje próbne.
Mimo wielości znaczeń przypisywanych pojęciu postawy można wskazać na pewne elementy powtarzające się w większości rozważań teoretycznych i tworzące wspólny rdzeń znaczeniowy tego pojęcia. Postawa jest, po pierwsze, czymś, co zawsze wiąże się z afektywną oceną (pozytywną bądź negatywną) różnego typu obiektów – mogą nimi być ludzie, grupy społeczne, działania, instytucje, obiekty fizyczne lub zdarzenia. „Postawa obojętna” jest więc w zasadzie określeniem wewnętrznie sprzecznym, gdyż „postawa” zakłada jakiś, choćby najbardziej umiarkowany, emocjonalny stosunek do obiektu. Po drugie: emocjonalny stosunek nosi cechę trwałości i choć nastręcza ona pewne problemy operacyjne ze względu na fakt, iż postawy ulegają zmianie, większość badaczy zgodna jest co do tego, że o postawie można mówić jedynie w sytuacji, gdy mamy do czynienia z ocenami względnie trwałymi. Po trzecie: postawa jest zawsze postawą wobec czegoś, nawet jeżeli owo „coś” nie zostało wyspecyfikowane w nazwie pojęcia, jak np. wtedy, gdy mówimy o postawie prospołecznej, czy autorytarnej. Po czwarte: zakłada się, że postawy są nabywane i modyfikowane w procesie uczenia, przy czym istotną rolę odgrywają tu osobiste doświadczenia jednostki. Ze względu na to, że zakres tych doświadczeń jest silnie uwarunkowany położeniem społecznym jednostki, postawy stanowią najczęściej odzwierciedlenie jej pozycji w społeczeństwie.
Rodzaje postaw
- akceptacji
- odrzucenia – specyficznym rodzajem odrzucenia jest stereotyp i uprzedzenie.

Komponenty postawy
- behawioralny
- afektywny
- poznawczy